# Maurice Evans
Maurice Herbert Evans (* 3. Juni 1901 in Dorchester, Dorset, England; † 12. März 1989 in Rottingdean, East Sussex, England) war ein britisch-US-amerikanischer Film- und Theaterschauspieler sowie Filmproduzent.

## Leben
Maurice Evans wuchs als Sohn eines Friedensrichters und passionierten Theaterautors auf, über den er Kontakt zur Schauspielerei bekam. Bereits als Junge sang Evans im St. Andrew's Choir und später auch auf der Bühne in Theaterstücken seines Vaters.
1926 debütierte Evans als professioneller Schauspieler und stand überwiegend in London auf der Bühne. Um sich finanziell über Wasser halten zu können, arbeitete Evans als Hilfsarbeiter in einer Reinigungsfirma. 1929 war ein Jahr, in dem Evans hauptberuflicher Schauspieler wurde. So wirkte er zwischen 1930 und 1935 in zwölf britischen Filmen mit, stand jedoch hauptsächlich am Old Vic Theatre auf der Bühne. 1935 wanderte Evans in die USA aus, wo er auch am Broadway Erfolge verbuchen konnte. Speziell Theaterstücke von George Bernard Shaw und William Shakespeare hatten es Evans angetan. So war er von Hamlet bis Macbeth oft in Hauptrollen präsent. Als Markenzeichen des international anerkannten Charakterdarstellers galt seine besonders lyrische Sprechweise.
1941, kurz vor Ausbruch des amerikanischen Zweiten Weltkrieges, erhielt Evans die amerikanische Staatsbürgerschaft. Während des Pazifikkrieges fungierte der Schauspieler als Unterhalter der Truppe und trat mit seiner gegründeten Theatergruppe in verschiedenen Militärbasen auf. Er konnte es so bis in den militärischen Rang eines Majors schaffen. In Amerika setzte Evans seine erfolgreiche Theaterkarriere fort, neben Laurence Olivier und John Gielgud wurde er zu einem der bekanntesten Exponenten des britischen Theaters in den USA. Er gewann zwei Tony Awards und gilt als der Schauspieler, der Richard II. am häufigsten auf der Bühne verkörpert hatte.
1951 erfolgte das US-amerikanische Filmdebüt von Evans. Wegen seines Erfolgs als Shakespeare-Schauspieler erreichte Evans in den 1950er- und 1960er-Jahren, dass er einige Shakespeare-Theaterstücke als ambitionierte Fernsehfilme produzieren konnte. In diesen Fernsehproduktionen spielte er jeweils die Hauptrolle, etwa 1953 in Hamlet und 1954 in Richard II. Macbeth wurde gleich zweimal, 1954 und 1960, jeweils mit ihm und Judith Anderson in den Hauptrollen für das Fernsehen verfilmt. Er hatte Gastrollen in weiteren Fernsehserien wie Fantasy Island, Batman, Columbo, Solo für O.N.C.E.L. und Verliebt in eine Hexe. 
Im amerikanischen Kino war Maurice Evans vor allem in markanten Nebenrollen zu sehen. 1965 spielte er mit Charlton Heston in dem Ritterfilm Die Normannen kommen. Seine bekannteste Filmrolle sollte er 1968 bekommen: In Franklin J. Schaffners Science-Fiction-Epos Planet der Affen wie auch in der Fortsetzung von 1970, Rückkehr zum Planet der Affen, stellte Evans den Orang-Utan Zaius dar, war durch das starke Makeup jedoch kaum zu erkennen. Eine weitere bekannte Rolle spielte er als Hutch, der unter geheimnisvollen Umständen sterbende Freund der Hauptfigur Rosemarie, im Horrorfilm-Klassiker Rosemaries Baby (1968).
Zu Beginn der 1980er Jahre zog sich Evans aus der Schauspielerei zurück und kehrte nach England zurück. Hier starb Evans am 12. März 1989 im Alter von 87 Jahren eines natürlichen Todes. Der Schauspieler war nie verheiratet und hatte auch keine Kinder.

## Filmografie (Auswahl)
- 1929: White Cargo
- 1932: Wedding Rehearsal
- 1935: Scrooge
- 1951: Kind Lady
- 1952: Androkles und der Löwe (Androcles and the Lion)
- 1955: Alice in Wonderland (Fernsehfilm, als Erzähler)
- 1964–1971: Verliebt in eine Hexe (Bewitched, Fernsehserie, 12 Folgen)
- 1965: Die Normannen kommen (The War Lord)
- 1966: Krieg der Spione (One of Our Spies Is Missing)
- 1966: Batman (Fernsehserie, 2 Folgen)
- 1966: Solo für O.N.C.E.L. (The Man from U.N.C.L.E., Fernsehserie, 2 Folgen)
- 1967: Der Diamantenprinz (Jack of Diamonds)
- 1967–1968: Tarzan (Fernsehserie, 4 Folgen)
- 1968: Planet der Affen (Planet of the Apes)
- 1968: Rosemaries Baby (Rosemary's Baby)
- 1969: Das Loch im Himmel (The Body Stealers)
- 1969: Big Valley (The Big Valley, Fernsehserie, Folge 4x24)
- 1970: Rückkehr zum Planet der Affen (Beneath the Planet of the Apes)
- 1970: The Brotherhood of the Bell (Fernsehfilm)
- 1973: Der Bucklige vom Horror-Kabinett (Terror in the Wax Museum)
- 1975: Columbo: Tödliches Comeback (Forgotten Lady, Fernsehreihe)
- 1975: Die Straßen von San Francisco (The Streets of San Francisco, Fernsehserie, Folge 4x05)
- 1978: Fantasy Island (Fernsehserie, Folge 2x03)
- 1979: Reichtum ist keine Schande (The Jerk)
- 1980: Love Boat (The Love Boat, Fernsehserie, Folge 3x28)
- 1980: Onkelchens Erbe (The Girl, the Gold Watch & Everything, Fernsehfilm)
- 1983: Agatha Christie: Das Mörderfoto (A Caribbean Mystery, Fernsehfilm)